# دیرک وربیورن
دیرک وربیورن (انگلیسی: Dirk Verbeuren؛ زادهٔ ۸ ژانویهٔ ۱۹۷۵) موسیقی‌دان بلژیکی و درامر گروه ترش متال آمریکایی مگادث است. او پیش‌تر یکی از اعضای گروه ملودیک دث متال سوئدی سویل‌ورک بود و در پروژه‌های دیگری نیز مشارکت دارد.
وربیورن پنج آلبوم و یک DVD/Blu-ray زنده با سویل‌ورک ضبط کرد و در اروپا، ایالات متحده، کانادا، ژاپن، استرالیا، روسیه و چین به عنوان هنرمند اصلی بین اوایل ۲۰۰۴ و ژوئیه ۲۰۱۶ اجرا کرد. در سال ۲۰۱۶، وربیرون سویل‌ورک را ترک کرد و به‌عنوان عضو تمام‌وقت به مگادث پیوست. وربیرون با مگادث آلبوم مریض، در حال مرگ… و مرده! را ضبط کرد که در سپتامبر ۲۰۲۲ منتشر شد.
وربیورن وگان است.